# 登加車廠
登加車廠（英語：Tengah Depot）是一個位於新加坡登加的綜合列車及巴士車廠。當中列車車廠用作裕廊區域線的維修及控制中心，而巴士車廠則服務未來的巴士路線配套。該車廠為新加坡境內第十個地鐵車廠。
該設施毗鄰未來登加規劃區的西邊，佔地44.5公頃（110英畝），並以克蘭芝高速公路及泛岛高速公路為界。
該車廠座落在裕廊區域線主線上，位處豐加地鐵站與企業地鐵站之間。

## 歷史
陆路交通管理局於2018年5月9日就該車廠之事宜首次對外公佈。該車廠位於登加新規劃區的邊界，為一個地面車廠。
有關登加車廠及其相關設施的建造之J101合約於2019年11月批出予中鐵十一局集團有限公司（新加坡分公司），合約金額為7億3950萬新加坡元。工程將於2020年展開，並預計於2027年竣工。

## 設計
該車廠包含一個鐵路行政大樓、調車場（stabling yards）、試車軌道、儲存倉庫及維修工場，當中裕廊區域線的營運控制中心（Operation Control Centre，簡稱「OCC」）及車廠控制中心（Depot Control Centre，簡稱「DCC」）將會設在行政大樓內。調車場可容納100列四卡編組列車，與位於秉光山地鐵站外的額外調車設施相輔相成。
該設施亦會包含一個多層巴士車廠，將為近600輛巴士提供停泊及維修設施。車廠內亦設有一個巴士營運控制中心（Bus Operation Control Centre），以及一個樓高四層的運輸工人宿舍，能容納450名巴士車長。